# Давньоруська етнокультурна спільність
Давньоруська етнокультурна спільність — історична концепція, що постулює етнічну та культурну гомогенність східних слов'ян періоду Київської Русі. Концепцію розробили українські археолог Петро Толочко та історик Володимир Ричка модифікувавши концепцію «давньоруської народності». Цей же термін використовує історик Микола Котляр. Різні дослідники підтримують або критикують цю концепцію. Переважно українські історики не підтримують цієї ідеї.

## Концепція Петра Толочка
Загальні тези концепції, викладені автором у статті в Енциклопедії історії України:
- у межах Київської Русі IX-XIII століть склалася відносно єдина етнокультурна та етнополітична спільність
- ядром цієї спільності була Руська земля у вузькому розумінні цього слова, або «внутрішня Русь», згідно з термінологією іноземних джерел
- ця спільність, її держава і територія розселення мали єдину назву «Русь».

### Причини етнокультурної спільності
Утворення держави Київська Русь у IX[джерело?] столітті було результатом тривалої політичної, економічної та культурної консолідації етнічно споріднених східнослов'янських племен. Для з'ясування характеру такого об'єднання важливими є такі літописні дані: по-перше, східнослов'янські племена мали назви, що були похідними від місць їхнього розселення: «прозвашася имены своими, гдѣ ѣ;дше на котороъ ѣсѣ»; по-друге — усі вони усвідомлювали свою етнічну спільність насамперед через єдину мову, яка відрізняла їх від інших етнічних спільностей: «а се суть инии языци»; по-третє — кожна група східних слов'ян мала етнографічні особливості: «имяху бо обычаи свои».
Процеси державно-політичної консолідації спричинили значні зміни в житті східних слов'ян. Воно стало більш динамічним. Посилилася внутрішня міграція населення. Археологічні та писемні джерела засвідчують взаємне проникнення полян на лівий берег Дніпра і сіверян — на правий. У басейні Прип'яті (притока Дніпра) аналогічна картина взаємопроникнення спостерігається у древлян і дреговичів, у Західному Побужжі — у волинян і дреговичів. Словенську Новгородщину колонізували значною мірою вихідці з південних земель східних слов'ян.
У IX-X століттях. відбувалася масова міграція населення у Південну Русь. Міграційний потік захопив не лише слов'ян, а й скандинавів, чудь, представників інших етносів. Широка державна програма великих князів київських Володимира Святославича з будівництва укріплень уздовж річок Десна, Трубіж, Остер, Сула і Стугна (усі — басейн Дніпра) була реалізована завдяки залученню до цього будівництва людського резерву з північних і північно-східних земель. «И нача нарубати мужў лучшиў от словень, и от кривичь, и от чюди, и от вятичь, и от сихъ насели грады». Подібні державні акції відбувалися й за часів великих князів київських Ярослава Мудрого і Володимира Мономаха. Джерельні свідчення про етнічне змішування населення на південній Русі дали свого часу Миколі Костомарову підставу для висновку, що в Київській землі менше, ніж деінде, міг зберегтися чистий тип однієї народності.
Помітну участь у формуванні давньоруської етнічної спільності взяли неслов'янські народи, інтегровані в державну структуру Русі: на півдні — тюркомовні печеніги, торки, Чорні клобуки, половці; на півночі і північному сході — угро-фінські племена (чудь, меря, весь); на північному заході — балтські племена. Це надало етнічним процесам у відповідних регіонах специфічного забарвлення.

### Еволюція етнонімів
Своєрідним відбиттям тогочасних інтеграційних етнічних процесів є еволюція вживання в писемних джерелах етнографічних назв. Приблизно до 860-х років широковживаними були: загальна назва — «слов'яни», регіональні — «поляни», «сіверяни», «древляни», «дреговичі», «словени» та інші Причому загальна назва не підміняла регіональних, а, очевидно, лише визначала певну етнічну спільність. Після 860-х років, а особливо в перші десятиліття X століття, поступово утверджується нова назва для всіх східних слов'ян — «русь», уживана в значенні «народ» і «країна». Вислови «Русь», «Руська земля», «руські гради», «руські посли», «руські люди», «русин» у текстах договорів Київської Русі з Візантією 907, 911, 944 років і в інших літописних джерелах, зокрема в Повісті врем'яних літ,  вказують на процес формування давньоруської етнокультурної спільності. Упродовж X століття вживались і племінні назви, але їхня питома вага порівняно із загальною назвою «Русь» була незначною. В XI — перших десятиліттях XII століття етнотериторіальні назви практично зникають, а їх замінюють похідні від назв міст: «кияни», «новгородці», «полочани», «ростовці», «смоляни» та ін. Назва «Русь» поширюється на всю територію східнослов'янського світу, підвладну Києву, і стає не лише політонімом, а й етнонімом.

### Завершення консолідації
Консолідація давньоруської етнокультурної спільності супроводжувалась і стимулювалася державною єдністю, спільністю економічного розвитку, централізацією церковного управління (див. Київська митрополія), єдиною мовою богослужіння (церковнослов'янська) та єдиною східнослов'янською церковною обрядовістю, спільними для всієї Русі духовними святинями, канонізацією перших руських святих. Не випадково вже наприкінці X — у 1-й половині XI століття поняття «руський» і «православний» для літописців стали фактично тотожними.
Усвідомлення своєї єдності представниками різних етнічних груп, що проживали на теренах Київської Русі, знайшло відбиття в таких пам'ятках історичної писемності та літератури, як «Слово про закон і благодать», «Повість врем'яних літ», «Повчання Володимира Мономаха». Митрополит Іларіон у «Слові про закон і благодать», звертаючись до пам'яті «старих» руських князів, із гордістю зауважував, що вони «не в худў бо и невўдомў земли владычествоваша, но въ Руськў, яже ведома и слышима всўми четырьми концами земли». У «Повісті врем'яних літ» відтворено широке історичне полотно життя давньоруської етнокультурної спільності та її держави. Тогочасні руські літописці й публіцисти сприймали Київську Русь IX — початку XII століття як територіальне й етнічне ціле, їм однаково були близькі й дорогі Київ і Великий Новгород, Чернігів і Смоленськ, Галич і Суздаль, Переяслав і Рязань (Рязань давня — нині археологічна пам'ятка поблизу сучасного міста Спаськ-Рязанський Рязанської обл., РФ).
Неупереджений аналіз економічного, політичного і культурного життя Русі періоду удільної роздробленості, на думку Петра Трлочка, показує, що для тогочасних етнокультурних процесів були притаманні ті самі тенденції, що й для попереднього етапу. Надзвичайний динамізм політичних відносин на Русі, кочування князів і їхніх дружин від одного князівського столу до іншого, міграційні потоки зі старих земель у нові, постійна небезпека з боку половців і об'єднання зусиль руських князівств для її відвернення не лише не сприяли етнографічній замкнутості регіонів, а й виключали її.
Одним із найважливіших інтегрувальних елементів була давньоруська мова. Мовна спільність на Русі не була абсолютною. Діалектні риси народнорозмовної мови, які проступали і в літературній мові, зберігалися впродовж усієї історії її розвитку. Для такої величезної країни, як Київська Русь, з різними географічними умовами життя, з багатьма різними етнокультурними сусідами, діалекти й говірки були справою звичайною. І все ж діалектні особливості не руйнували мовної спільності, до того ж діалекти мали не дуже суттєві відмінності.
Разом з ідеєю територіальної єдності Русі росла й міцніла національна самосвідомість руських людей. Це був час, коли, за влучним висловом Василя Ключевського, киянин дедалі частіше думав про чернігівця, чернігівець — про новгородця, а всі разом — про Руську землю. Природним її центром залишався Київ, національно інтегруючу роль якого в домонгольський період не змогли перебрати на себе ні Владимир-на-Клязьмі, ні Галич (давній).
Зберігали давньоруські землі XII-XIII ст. і культурну єдність. Археологічні розкопки міст, городищ, поселень і могильників від ладозької півночі до київського півдня та від Карпат до суздальського Залісся показують, що на Русі в цей час матеріальна культура стає більш монолітною. Єдність спостерігається не лише щодо широкого асортименту виробів міських і сільських ремесел, а й щодо домобудування, кам'яної церковної архітектури.
Удільні межі земель не заступили собою ідеї територіальної цілісності Русі, яка була близькою не лише князям і церкві, а й широким верствам руського народу. Уявлення про Русь як про територіальну єдність було настільки стійким, що значно пережило Давньоруську державу. Зіставлення «Списку руських міст, далеких та близьких» (70-90-ті рр. XIV ст.) із переліком міст XI-XIII ст. привело Бориса Рибакова до висновку про збіг контурів Руської землі обох цих періодів.

### Радянська історіографія
У радянській історіографії був особливо поширений стосовно ранньофеодального стану розвитку Русі термін «давньоруська народність». На початку ХХІ ст. його піддають критичному переглядові ті дослідники, які вважають, що він був породжений потребами тогочасної радянської політичної кон'юнктури. Частка справедливості у цьому твердженні є: абсолютизувати етнічну монолітність давньоруської етнокультурної спільності в IX — на початку XII ст. немає підстав. Але так само немає підстав, на думку Петра Трлочка, окрім кон'юнктурних, і для цілковитого її заперечення.
Щодо етнічних процесів другого етапу історії Русі (30-ті рр. XII ст. — 40-ві рр. XIII ст.), то тут єдності думок не було і в радянської історіографії. Одні дослідники вважали, що давньоруська народність не була стійким етнічним утворенням і її руйнація визначилася державним розпадом Київської Русі, інші — схилялися до думки, що давньоруська народність продовжувала консолідуватися і була одним із основних елементів державної єдності.
Можна погодитися з тими дослідниками, які, визнаючи наявність на Русі процесів етнокультурної консолідації, стверджують, що ці процеси не мали повного завершення. Але такі процеси ніде й ніколи не мають повного завершення, а рівень етнічної самоідентифікації ніколи не буває однаковим на всій території розселення етносу. До того ж навіть консолідована народність (стосовно Русі, можливо, точнішим буде термін «етнокультурна спільність») не приводить до нівелювання регіональних етнографічних і мовних особливостей.

## Критика концепції
Історик Василь Балушок відзначає низку слабких місць концепції. Зокрема він вказує, що самі можливості шляхів сполучення того часу не дозволяли вільного переміщення великих мас людей за відносно короткий проміжок трьох століть. Крім того, Толочко в своїх побудовах вільно трактує лінгвістичні факти, при цьому не маючи спеціальних знань з мовознавства.
Історик Костянтин Івангородський у своїй докторській дисертації відмічає, що концепції Петра Толочка не вистачає визначень основних термінів та категорій, як-то 
«народність», «етнос», «етнокультурна спільність», «етногенез» тощо. Він підкреслює, що Толочко сильно прив'язує етногенез до держави, тоді як державний статус Київської Русі дискутується різними дослідниками, а етнологи загалом розділяють етичні й політичні процеси. Також Івангородський вказує, що в концепції Толочка не запропонована методологія, як відділити „етнічне“ від «неетнічного», хоча сам Толочко при цьому стверджує, що «об’єктивно 
проблема етнічного розвитку Русі не належить до надто складних». Слід врахувати, що Русь існувала в епоху Середньовіччя, тому "давньоруської спільності " ніяк бути не могло. 